# 1670 en littérature
| Années de la littérature : 1667 - 1668 - 1669 - 1670 - 1671 - 1672 - 1673    |
| Décennies de la littérature : 1640 - 1650 - 1660 - 1670 - 1680 - 1690 - 1700 |

Cet article présente les faits marquants de l'année 1670 en littérature.

## Événements
- Janvier : Paul Pellisson devient historiographe de Louis XIV[1].

- 6-8 août :  Leibniz compose en trois jours un traité sur la sécurité publique intitulé Securitas publica interna et externa et Status praesens, mémoire sur la sécurité de l’empire destiné à l’empereur et aux princes allemands[2].

- 18 août : John Dryden, poète lauréat depuis 1668, est nommé historiographe du roi Charles II d'Angleterre[3].

## Parutions
- 2 janvier : achevé d'imprimer de la première édition des Pensées de Blaise Pascal sous le titre Pensées de M. Pascal : sur la religion et sur quelques autres sujets, qui ont été trouvées après sa mort parmy ses papiers, Paris, Guillaume Desprez, 1670 (présentation en ligne) ; une seconde édition parait vers le 23 mars[4].

- 14 juin : achevé d'imprimer de l'ouvrage de Jean Desmarets de Saint-Sorlin, La Comparaison de la langue et de la poësie françoise, avec la grecque et la latine : et des poëtes grecs, latins & françois et les Amours de Protée et de Physis, dédiez aux beaux esprits de France, Paris, Thomas Jolly, 1670 (présentation en ligne), réédité en 1673 sous le titre Traité pour juger des poëtes grecs, latins et français en appendice de son Clovis, qui relance la Querelle des Anciens et des Modernes[5].
- 20 décembre : achevé d'imprimer de l’ouvrage de Jean de La Fontaine, Recueil de poésies chrétiennes et diverses, Paris, Pierre Le Petit, 1671 (présentation en ligne).

- Publication à Amsterdam par Jan Rieuwertsz l’aîné du Tractatus theologico-politicus (Traité théologico-politique) de Spinoza, qui y défend la liberté d’opinion. L’ouvrage publié sans nom d'auteur et sous une fausse maison d’édition (Heinrich Künrath à Hambourg) connaît un grand succès et le rend célèbre, mais son auteur est taxé d’athéisme[6].

- Hans Jakob Christoffel von Grimmelshausen, Trutz Simplex oder Lebensbeschreibung der Erzbetrügerin und Landstörzerin Courasche (« Défit à Simplex, ou Récit complet et extrhordinaire de la vie de la grande friponne et vagabonde Courage »), roman picaresque[7].